# Pécsi Eszter

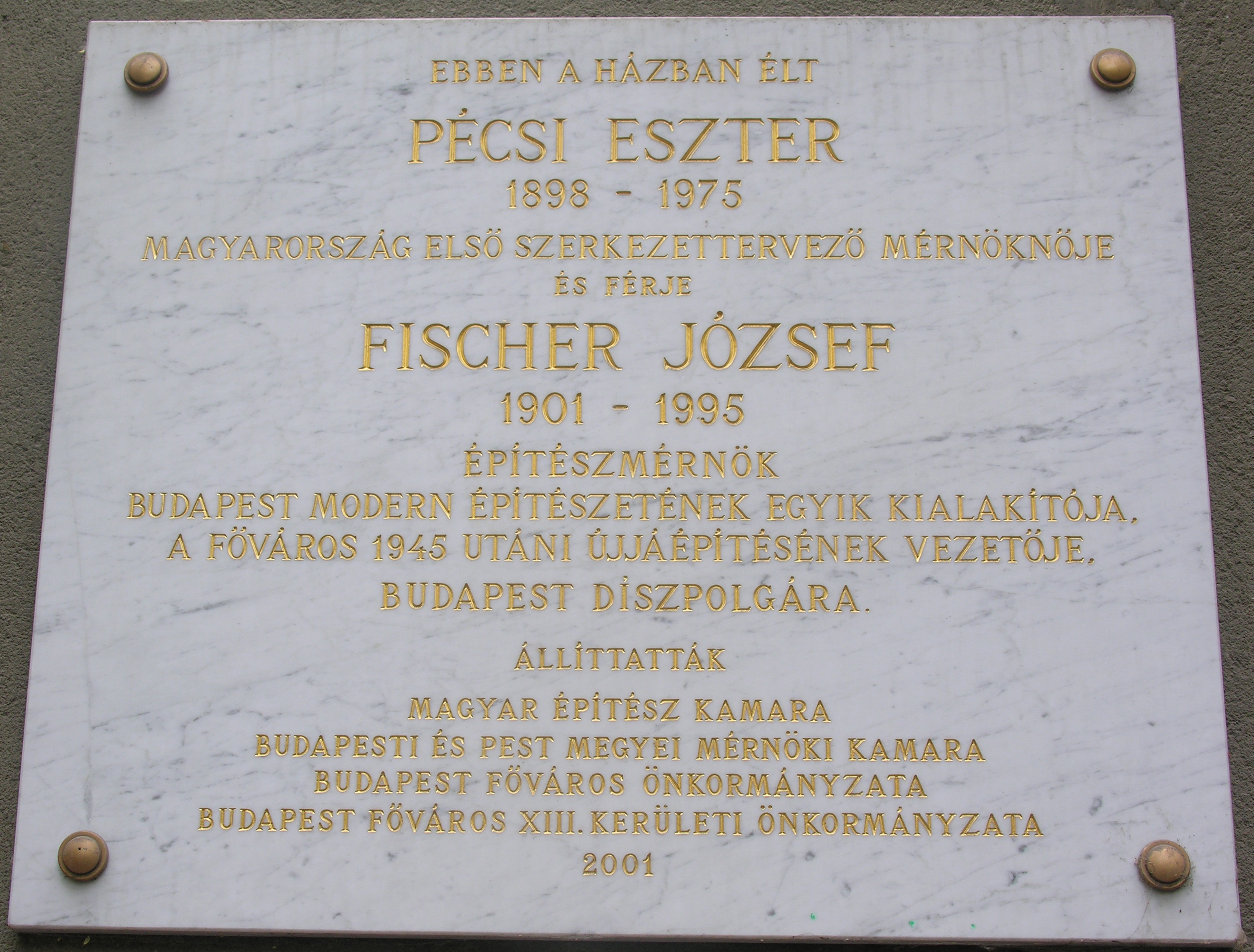
Pécsi Eszter és Fischer József emléktáblája egykori lakhelyükön

Pécsi Eszter, születési nevén Pollák Eszter (Kecskemét, 1898. március 8. – New York, 1975. május 4.) az első magyar mérnöknő.

## Élete
Nehéz anyagi körülmények között élő, hétgyermekes zsidó családban született. Szülei Pollák Mór lisztkereskedő és Szántó (Schäfer) Sarolta voltak.
1915 és 1919 között a Technische Hochschule hallgatója volt Berlin-Charlottenburgban. Amikor 1919-ben a budapesti Műegyetem megnyílt a nők előtt, hazatért és itthon fejezte be tanulmányait. Így Várnay Marianne építész, Máhrer Vilma gépészmérnök és Simonyi-Hajós Irma mellett ő volt az egyike az első négy nőnek, akik a Budapesti Műszaki Egyetemen tanultak.
1920. március 8-án pedig az első magyar mérnöknőként szerezte meg építész oklevelét.
1922. december 3-án Budapest I. kerületében kötött házasságot Fischer Józseffel. Két fiuk született, György és János.
1956-ban a forradalmi bizottság elnökévé választották, ezért 1957-ben elbocsátották akkori munkahelyéről, a KGMTI-től (Kohó-és Gépipari Minisztérium Tervező Irodái), ekkor Bécsbe, majd az Amerikai Egyesült Államokba emigrált, férje 1964-ben követte őt.
1970-ben súlyos agyvérzés miatt megbénult. Öt év múlva, 1975-ben New Yorkban hunyt el, de hamvait hazahozták, és a Farkasréti temetőben helyezték örök nyugalomra.

## Munkássága
1920 és 1930 között a budapesti Guth és Gergely mérnökirodában dolgozott, ahol rövidesen vezető tervező lett. Részt vett a Congres Internationaux d'Architecture Moderne magyar csoportjának munkájában, és statikusként a korszak számos kitűnő építészével működött együtt. 1930 és 1948 között saját irodát tartott fenn.
Eredeti vasbeton szerkezeti megoldásokat tartalmazó tervei közé tartozik többek között a margitszigeti fedett uszoda, a Fiumei úti baleseti kórház, a Kútvölgyi úti kórház, és több modern villa szerkezeti terve.
1949-től először a KGMTI munkatársa, majd statikus főmérnöke volt, mígnem 1957-ben politikai okok miatt felmondtak neki. Ekkor Magyarországot elhagyva 1958-ig Bécsben élt. Itt a Krapfenbauer építészirodában dolgozva ő készítette a statikai terveket az első belvárosi többemeletes parkolóházhoz a Staatsoper mellett. Még ugyanabban az évben New Yorkba költözött, ahol előbb a Farkas & Barron mérnökirodában volt statikus, majd Breuer Marcell-lel is dolgozott a New York-i Egyetem több épületén. 
Később a SOM (Skidmore, Owings and Merrill) iroda munkatársa lett, és többek között ő készítette a Hotel Americana, valamint a Columbia Egyetem két toronyházának statikai terveit. 1965-ben elnyerte "Az év legjobb statikusa" címet azért a különleges alapozási módszerért, melyet a Hudson folyó partján épülő toronyházak építéséhez fejlesztett ki.

## Emlékezete
- Nevét őrzi a 635338 Pécsieszter kisbolygó.[7]